# Eintracht Frankfurt 1980-1981
Questa voce raccoglie le informazioni riguardanti l'Eintracht Frankfurt nelle competizioni ufficiali della stagione 1980-1981.

## Stagione
Nella stagione 1980-1981 l'Eintracht Francoforte, allenato da Lothar Buchmann, concluse il campionato di Bundesliga al 5º posto. In Coppa di Germania l'Eintracht Francoforte perse la finale con dal Kaiserslautern. In Coppa UEFA l'Eintracht Francoforte fu eliminato agli ottavi di finale dal Sochaux.

## Rosa
| N. |                     | Ruolo | Calciatore       |
| -- | ------------------- | ----- | ---------------- |
|    | Germania (bandiera) | P     | Klaus Funk       |
|    | Germania (bandiera) | P     | Joachim Jüriens  |
|    | Germania (bandiera) | P     | Jürgen Pahl      |
|    | Germania (bandiera) | D     | Rigobert Gruber  |
|    | Germania (bandiera) | D     | Charly Körbel    |
|    | Germania (bandiera) | D     | Helmut Müller    |
|    | Germania (bandiera) | D     | Willi Neuberger  |
|    | Austria (bandiera)  | D     | Bruno Pezzey     |
|    | Germania (bandiera) | D     | Peter Reichel    |
|    | Germania (bandiera) | D     | Michael Sziedat  |
|    | Germania (bandiera) | D     | Wolfgang Trapp   |
|    | Germania (bandiera) | D     | Claus-Peter Zick |
|    | Germania (bandiera) | C     | Michael Blättel  |

| N. |                          | Ruolo | Calciatore          |
| -- | ------------------------ | ----- | ------------------- |
|    | Germania (bandiera)      | C     | Ralf Falkenmayer    |
|    | Germania (bandiera)      | C     | Werner Lorant       |
|    | Germania (bandiera)      | C     | Stefan Lottermann   |
|    | Germania (bandiera)      | C     | Norbert Nachtweih   |
|    | Germania (bandiera)      | C     | Bernd Nickel        |
|    | Germania (bandiera)      | A     | Ronny Borchers      |
|    | Corea del Sud (bandiera) | A     | Cha Bum-kun         |
|    | Germania (bandiera)      | A     | Helmut Gulich       |
|    | Germania (bandiera)      | A     | Bernd Hölzenbein    |
|    | Germania (bandiera)      | A     | Norbert Hönnscheidt |
|    | Germania (bandiera)      | A     | Harald Karger       |
|    | Germania (bandiera)      | A     | Michael Künast      |

## Organigramma societario
Area tecnica
- Allenatore: Lothar Buchmann
- Allenatore in seconda: Dieter Stinka
- Preparatore dei portieri:
- Preparatori atletici:

## Calciomercato

### Sessione estiva
| Acquisti | Acquisti        | Acquisti       | Acquisti |
| R.       | Nome            | da             | Modalità |
| -------- | --------------- | -------------- | -------- |
| D        | Michael Sziedat | Hertha Berlino |          |

| Cessioni | Cessioni          | Cessioni       | Cessioni |
| R.       | Nome              | a              | Modalità |
| -------- | ----------------- | -------------- | -------- |
| A        | Fred Schaub       | Greuther Fürth |          |
| D        | Horst Ehrmantraut | Hertha Berlino |          |

### Sessione invernale
| Acquisti | Acquisti | Acquisti | Acquisti |
| R.       | Nome     | da       | Modalità |
| -------- | -------- | -------- | -------- |

| Cessioni | Cessioni | Cessioni | Cessioni |
| R.       | Nome     | a        | Modalità |
| -------- | -------- | -------- | -------- |

## Risultati

### Bundesliga

#### Girone di andata
| Arbitro: | Horstmann |

|           |           |                                                      |
| Džoni 31’ | Marcatori | 28’ Nachtweih 32’ Lorant 43’ Hölzenbein 77’ Borchers |

| Arbitro: | Föckler |

|              |           |  |
| Cha 19’, 29’ | Marcatori |  |

| Arbitro: | Ohmsen |

|                                         |           |                          |
| Økland 23’ Herzog 60’ Demuth 84’ (rig.) | Marcatori | 77’ Nickel 87’ Nachtweih |

| Arbitro: | Risse |

|                           |           |           |
| Lottermann 36’ Schaub 51’ | Marcatori | 90’ Klotz |

| Arbitro: | Ahlenfelder |

|                                           |           |            |
| Kaltz 17’ (rig.) Reimann 45’ Hrubesch 73’ | Marcatori | 27’ Lorant |

| Arbitro: | Schmoock |

|                           |           |             |
| Pezzey 87’ Hölzenbein 88’ | Marcatori | 67’ Năstase |

| Arbitro: | Retzmann |

|                           |           |  |
| Gross 50’ Abel 57’ (rig.) | Marcatori |  |

| Arbitro: | Schmidhuber |

|                                     |           |           |
| Nachtweih 45’ Hölzenbein 86’ (rig.) | Marcatori | 37’ Kempe |

| Arbitro: | Hennig |

|          |           |                                         |
| Heck 66’ | Marcatori | 37’, 84’ Hölzenbein 57’, 70’ Lottermann |

| Arbitro: | Stäglich |

|                                   |           |                   |
| Pezzey 46’ Lottermann 53’ Cha 56’ | Marcatori | 3’ Geye 82’ Neues |

| Arbitro: | Redelfs |

|                                                         |           |  |
| Gerber 9’ Woodcock 11’ Littbarski 44’ Botteron 53’, 75’ | Marcatori |  |

| Arbitro: | Ross |

|                                |           |                             |
| Pezzey 78’, 90’ Hölzenbein 80’ | Marcatori | 44’, 60’ Krauth 89’ Schüler |

| Arbitro: | Hontheim |

|                             |           |             |
| Borchers 41’ Lottermann 46’ | Marcatori | 54’ Nielsen |

| Arbitro: | Roth |

|                                              |           |               |
| Hofmann 5’ Raschid 6’ (rig.), 87’ Zimmer 49’ | Marcatori | 20’ Neuberger |

| Francoforte sul Meno 29 novembre 1980, ore 15:30 CET 15ª giornata | Eintracht Francoforte | 0 – 0 referto | Bayern Monaco | Waldstadion (58 500 spett.)\| Arbitro: \| Walz \| |
| Arbitro:                                                          | Walz                  |               |               |                                                   |

| Arbitro: | Luca |

|                               |           |                |
| Burgsmüller 20’ Abramczik 68’ | Marcatori | 80’ Hölzenbein |

| Arbitro: | Gabor |

|                                  |           |                 |
| Pezzey 70’ Hölzenbein 81’ (rig.) | Marcatori | 52’, 89’ Allofs |

#### Girone di ritorno
| Arbitro: | Kasperowski |

|                                                                |           |  |
| Nickel 19’ Lorant 41’ (rig.), 72’ (rig.) Cha 84’ Nachtweih 89’ | Marcatori |  |

| Arbitro: | Linn |

|            |           |           |
| Schock 76’ | Marcatori | 4’ Nickel |

| Arbitro: | Niebergall |

|                 |           |  |
| Nickel 20’, 23’ | Marcatori |  |

| Arbitro: | Pauly |

|              |           |                |
| Allgöwer 19’ | Marcatori | 53’ Lottermann |

| Arbitro: | Assenmacher |

|                |           |                  |
| Hölzenbein 47’ | Marcatori | 83’ (rig.) Kaltz |

| Arbitro: | Stäglich |

|  |           |                 |
|  | Marcatori | 41’, 65’ Nickel |

| Arbitro: | Horstmann |

|                   |           |                  |
| Cha 5’ Pezzey 34’ | Marcatori | 27’, 46’ Pinkall |

| Duisburg 21 marzo 1981, ore 15:30 CET 25ª giornata | Duisburg | 0 – 0 referto | Eintracht Francoforte | Wedaustadion (10 000 spett.)\| Arbitro: \| Föckler \| |
| Arbitro:                                           | Föckler  |               |                       |                                                       |

| Arbitro: | Retzmann |

|                         |           |  |
| Pezzey 14’ Cha 15’, 64’ | Marcatori |  |

| Arbitro: | Waltert |

|                                 |           |  |
| Hofeditz 78’ Briegel 85’ (rig.) | Marcatori |  |

| Arbitro: | Roth |

|                                                     |           |  |
| Pezzey 42’ Nachtweih 45’ Hölzenbein 61’, 65’ (rig.) | Marcatori |  |

| Arbitro: | Ahlenfelder |

|          |           |            |
| Bold 70’ | Marcatori | 18’ Nickel |

| Arbitro: | Redelfs |

|                         |           |                          |
| Loontiens 51’ Bruns 74’ | Marcatori | 28’ Nachtweih 31’ Pezzey |

| Arbitro: | Horeis |

|                             |           |                  |
| Gruber 6’ Lorant 73’ (rig.) | Marcatori | 24’, 86’ Hofmann |

| Arbitro: | Eschweiler |

|                                                                               |           |                      |
| Kraus 54’ Breitner 60’ (rig.), 64’, 85’ Rummenigge 77’ (rig.), 80’ Hoeneß 90’ | Marcatori | 81’ Borchers 86’ Cha |

| Arbitro: | Ross |

|  |           |                                                       |
|  | Marcatori | 12’ Schneider 14’ Eðvaldsson 17’ Abramczik 31’ Wagner |

| Arbitro: | Linn |

|                  |           |                         |
| Schmitz 18’, 58’ | Marcatori | 2’ Nachtweih 48’ Pezzey |

### Coppa di Germania
| Arbitro: | Schraivogel |

|  |           |                                           |
|  | Marcatori | 14’ Hölzenbein 44’ Hönnscheidt 49’ Lorant |

| Arbitro: | Dölfel |

|                                                            |           |  |
| Nachtweih 31’ Lottermann 31’, 71’ Cha 41’, 79’ Blättel 86’ | Marcatori |  |

| Arbitro: | Aulenbacher |

|                                           |           |  |
| Hölzenbein 22’ (rig.) Lottermann 54’, 73’ | Marcatori |  |

| Arbitro: | Eschweiler |

|                                                       |           |                                        |
| Darsow 27’ (rig.) Klinge 38’ Osterkamp 75’ Specht 88’ | Marcatori | 8’, 37’ Lorant 34’, 62’ Cha 54’ Pezzey |

| Arbitro: | Hennig |

|                      |           |              |
| Trapp 67’ Pezzey 90’ | Marcatori | 32’ Allgöwer |

| Arbitro: | Heitmann |

|         |           |  |
| Cha 30’ | Marcatori |  |

| Arbitro: | Joos |

|                                    |           |          |
| Neuberger 38’ Borchers 40’ Cha 64’ | Marcatori | 90’ Geye |

### Coppa UEFA
| Arbitro: | Courtney |

|                      |           |  |
| Staruchin 23’ (rig.) | Marcatori |  |

| Arbitro: | Carrion |

|                            |           |  |
| Hölzenbein 4’ Cha 38’, 72’ | Marcatori |  |

| Arbitro: | Galler |

|                        |           |              |
| Carbo 61’ de Kruyk 90’ | Marcatori | 31’ Borchers |

| Arbitro: | Krchňák |

|                                     |           |                      |
| Karger 51’ Nachtweih 56’ Pezzey 68’ | Marcatori | 48’ (aut.) Neuberger |

| Arbitro: | Dočev |

|                                                        |           |                                |
| Neuberger 3’ Borchers 43’ Hölzenbein 52’ Nachtweih 62’ | Marcatori | 71’ Genghini 88’ (aut.) Pezzey |

| Arbitro: | van Langenhove |

|                  |           |  |
| Revelli 16’, 42’ | Marcatori |  |

## Statistiche

### Statistiche di squadra
| Competizione      | Punti | In casa | In casa | In casa | In casa | In casa | In casa | In trasferta | In trasferta | In trasferta | In trasferta | In trasferta | In trasferta | Totale | Totale | Totale | Totale | Totale | Totale | DR  |
| Competizione      | Punti | G       | V       | N       | P       | Gf      | Gs      | G            | V            | N            | P            | Gf           | Gs           | G      | V      | N      | P      | Gf     | Gs     | DR  |
| ----------------- | ----- | ------- | ------- | ------- | ------- | ------- | ------- | ------------ | ------------ | ------------ | ------------ | ------------ | ------------ | ------ | ------ | ------ | ------ | ------ | ------ | --- |
| Bundesliga        | 38    | 17      | 10      | 6       | 1       | 37      | 20      | 17           | 3            | 6            | 8            | 24           | 37           | 34     | 13     | 12     | 9      | 61     | 57     | +4  |
| Coppa di Germania | -     | 5       | 5       | 0       | 0       | 15      | 2       | 2            | 2            | 0            | 0            | 8            | 4            | 7      | 7      | 0      | 0      | 23     | 6      | +17 |
| Coppa UEFA        | -     | 3       | 3       | 0       | 0       | 10      | 3       | 3            | 0            | 0            | 3            | 1            | 5            | 6      | 3      | 0      | 3      | 11     | 8      | +3  |
| Totale            | 38    | 25      | 18      | 6       | 1       | 62      | 25      | 22           | 5            | 6            | 11           | 33           | 46           | 47     | 23     | 12     | 12     | 95     | 71     | +24 |

### Andamento in campionato
| Giornata  | 1 | 2 | 3 | 4 | 5 | 6 | 7 | 8 | 9 | 10 | 11 | 12 | 13 | 14 | 15 | 16 | 17 | 18 | 19 | 20 | 21 | 22 | 23 | 24 | 25 | 26 | 27 | 28 | 29 | 30 | 31 | 32 | 33 | 34 |
| --------- | - | - | - | - | - | - | - | - | - | -- | -- | -- | -- | -- | -- | -- | -- | -- | -- | -- | -- | -- | -- | -- | -- | -- | -- | -- | -- | -- | -- | -- | -- | -- |
| Luogo     | T | C | T | C | T | C | T | C | T | C  | T  | C  | C  | T  | C  | T  | C  | C  | T  | C  | T  | C  | T  | C  | T  | C  | T  | C  | T  | T  | C  | T  | C  | T  |
| Risultato | V | V | P | V | P | V | P | V | V | V  | P  | N  | V  | P  | N  | P  | N  | V  | N  | V  | N  | N  | V  | N  | N  | V  | P  | V  | N  | N  | N  | P  | P  | N  |
| Posizione | 2 | 2 | 3 | 3 | 7 | 4 | 6 | 5 | 4 | 4  | 5  | 5  | 4  | 5  | 4  | 6  | 6  | 5  | 5  | 5  | 5  | 5  | 5  | 5  | 5  | 5  | 5  | 5  | 5  | 5  | 5  | 5  | 5  | 5  |

Legenda:

Luogo: C = Casa; T = Trasferta. Risultato: V = Vittoria; N = Pareggio; P = Sconfitta.

### Statistiche dei giocatori
| Giocatore      | Bundesliga | Bundesliga | Bundesliga  | Bundesliga | Coppa di Germania | Coppa di Germania | Coppa di Germania | Coppa di Germania | Coppa UEFA | Coppa UEFA | Coppa UEFA  | Coppa UEFA | Totale   | Totale | Totale      | Totale     |
| Giocatore      | Presenze   | Reti       | Ammonizioni | Espulsioni | Presenze          | Reti              | Ammonizioni       | Espulsioni        | Presenze   | Reti       | Ammonizioni | Espulsioni | Presenze | Reti   | Ammonizioni | Espulsioni |
| -------------- | ---------- | ---------- | ----------- | ---------- | ----------------- | ----------------- | ----------------- | ----------------- | ---------- | ---------- | ----------- | ---------- | -------- | ------ | ----------- | ---------- |
| M. Blättel     | 12         | 0          | 0           | 0          | 2                 | 1                 | 0                 | 0                 | 2          | 0          | 0           | 0          | 16       | 1      | 0           | 0          |
| R. Borchers    | 34         | 3          | 0           | 0          | 5                 | 1                 | 0                 | 0                 | 6          | 2          | 0           | 0          | 45       | 6      | 0           | 0          |
| B. Cha         | 27         | 8          | 0           | 0          | 6                 | 6                 | 0                 | 0                 | 5          | 2          | 0           | 0          | 38       | 16     | 0           | 0          |
| R. Falkenmayer | 2          | 0          | 0           | 0          | 0                 | 0                 | 0                 | 0                 | 0          | 0          | 0           | 0          | 2        | 0      | 0           | 0          |
| K. Funk        | 9          | 0          | 0           | 0          | 1                 | 0                 | 0                 | 0                 | 4          | 0          | 0           | 0          | 14       | 0      | 0           | 0          |
| R. Gruber      | 9          | 1          | 1           | 0          | 2                 | 0                 | 0                 | 0                 | 1          | 0          | 0           | 0          | 12       | 1      | 1           | 0          |
| H. Gulich      | 0          | 0          | 0           | 0          | 0                 | 0                 | 0                 | 0                 | 0          | 0          | 0           | 0          | 0        | 0      | 0           | 0          |
| B. Hölzenbein  | 27         | 11         | 2           | 0          | 7                 | 2                 | 0                 | 0                 | 6          | 2          | 0           | 0          | 40       | 15     | 2           | 0          |
| N. Hönnscheidt | 5          | 0          | 0           | 0          | 1                 | 1                 | 0                 | 0                 | 1          | 0          | 0           | 0          | 7        | 1      | 0           | 0          |
| J. Jüriens     | 3          | 0          | 0           | 0          | 0                 | 0                 | 0                 | 0                 | 0          | 0          | 0           | 0          | 3        | 0      | 0           | 0          |
| H. Karger      | 3          | 0          | 0           | 0          | 0                 | 0                 | 0                 | 0                 | 1          | 1          | 0           | 0          | 4        | 1      | 0           | 0          |
| C. Körbel      | 30         | 0          | 3           | 0          | 7                 | 0                 | 0                 | 0                 | 6          | 0          | 0           | 0          | 43       | 0      | 3           | 0          |
| M. Künast      | 2          | 0          | 1           | 0          | 0                 | 0                 | 0                 | 0                 | 0          | 0          | 0           | 0          | 2        | 0      | 1           | 0          |
| W. Lorant      | 32         | 5          | 7           | 0          | 6                 | 3                 | 0                 | 0                 | 6          | 0          | 0           | 0          | 44       | 8      | 7           | 0          |
| S. Lottermann  | 32         | 6          | 1           | 0          | 5                 | 4                 | 0                 | 0                 | 5          | 0          | 0           | 0          | 42       | 10     | 1           | 0          |
| H. Müller      | 0          | 0          | 0           | 0          | 0                 | 0                 | 0                 | 0                 | 0          | 0          | 0           | 0          | 0        | 0      | 0           | 0          |
| N. Nachtweih   | 30         | 7          | 1           | 0          | 7                 | 1                 | 1                 | 0                 | 5          | 2          | 0           | 0          | 42       | 10     | 2           | 0          |
| W. Neuberger   | 34         | 1          | 3           | 0          | 7                 | 1                 | 0                 | 0                 | 6          | 1          | 0           | 0          | 47       | 3      | 3           | 0          |
| B. Nickel      | 23         | 8          | 2           | 0          | 6                 | 0                 | 0                 | 0                 | 4          | 0          | 0           | 0          | 33       | 8      | 2           | 0          |
| J. Pahl        | 23         | 0          | 0           | 0          | 6                 | 0                 | 0                 | 0                 | 3          | 0          | 0           | 0          | 32       | 0      | 0           | 0          |
| B. Pezzey      | 31         | 10         | 1           | 0          | 7                 | 2                 | 1                 | 0                 | 5          | 1          | 0           | 0          | 43       | 13     | 2           | 0          |
| P. Reichel     | 0          | 0          | 0           | 0          | 0                 | 0                 | 0                 | 0                 | 0          | 0          | 0           | 0          | 0        | 0      | 0           | 0          |
| F. Schaub      | 5          | 1          | 0           | 0          | 2                 | 0                 | 0                 | 0                 | 1          | 0          | 0           | 0          | 8        | 1      | 0           | 0          |
| M. Sziedat     | 27         | 0          | 3           | 0          | 6                 | 0                 | 0                 | 0                 | 6          | 0          | 0           | 0          | 39       | 0      | 3           | 0          |
| W. Trapp       | 19         | 0          | 1           | 0          | 2                 | 1                 | 0                 | 0                 | 2          | 0          | 0           | 0          | 23       | 1      | 1           | 0          |
| C. Zick        | 1          | 0          | 0           | 0          | 0                 | 0                 | 0                 | 0                 | 0          | 0          | 0           | 0          | 1        | 0      | 0           | 0          |